# Квантовая плоскость

## Определение
Пусть {\displaystyle q} — обратимый элемент поля {\displaystyle \mathbb {K} }, {\displaystyle I_{q}} — двусторонний идеал свободной алгебры {\displaystyle \mathbb {K} \{x,y\}}, порождённый элементом {\displaystyle yx-qxy}.
Квантовой плоскостью называется фактор-алгебра {\displaystyle \mathbb {K} _{q}[x,y]=\mathbb {K} \{x,y\}/I_{q}}.
Пусть {\displaystyle R} — алгебра над полем {\displaystyle \mathbb {K} }. Тогда пара {\displaystyle (X,Y)} элементов из {\displaystyle R}, удовлетворяющая соотношению {\displaystyle YX=qXY} называется R-точкой квантовой плоскости. Имеет место естественная биекция
{\displaystyle Hom_{Alg}(\mathbb {K} _{q}[x,y],R)\cong \{(X,Y)\in R\times R:YX=qX\}}.

## Свойства
1. Пусть {\displaystyle \alpha } — автоморфизм алгебры многочленов {\displaystyle \mathbb {K} [x]}, т.ч. {\displaystyle \alpha (x)=qx}. Тогда алгебра {\displaystyle \mathbb {K} _{q}[x,y]} изоморфна расширению Оре {\displaystyle \mathbb {K} [x][y,\alpha ,0]}.
2. Пусть {\displaystyle x} и {\displaystyle y} — переменные, подчинённые соотношению квантовой плоскости {\displaystyle yx=qxy}. Для {\displaystyle n\in \mathbb {N} } положим {\displaystyle (n)_{q}=1+q+...+q^{n-1}={\frac {q^{n}-1}{q-1}}}. Определим q-факториал числа {\displaystyle n}, полагая {\displaystyle (0)!_{q}=1,{\text{ }}(n!)_{q}=(q)_{1}(2)_{q}...(n)_{q}={\frac {(q-1)(q^{2}-1)...(q^{n}-1)}{(q-1)^{n}}}}. Определим многочлен Гаусса для {\displaystyle 0\leq k\leq n} по формуле {\displaystyle {\begin{pmatrix}n\\k\end{pmatrix}}_{q}={\frac {(n)!_{q}}{(k!)_{q}(n-k)!_{q}}}}. Тогда выполняется равенство:{\displaystyle (x+y)^{n}=\sum _{k=0}^{n}{\begin{pmatrix}n\\k\end{pmatrix}}_{q}x^{k}y^{n-k}}.

## Примеры
1. Пусть {\displaystyle M(2)} — алгебра матриц {\displaystyle 2\times 2}, {\displaystyle x} и {\displaystyle y} — переменные, подчинённые соотношению квантовой плоскости {\displaystyle yx=qxy}, {\displaystyle a,b,c,d} — переменные, коммутирующие с {\displaystyle x} и {\displaystyle y}. Определим {\displaystyle x',y',x'',y''}матричными соотношениями: {\displaystyle {\begin{pmatrix}x'\\y'\end{pmatrix}}={\begin{pmatrix}a&b\\c&d\end{pmatrix}}{\begin{pmatrix}x\\y\end{pmatrix}}{\text{ и }}{\begin{pmatrix}x''\\y''\end{pmatrix}}={\begin{pmatrix}a&c\\b&d\end{pmatrix}}{\begin{pmatrix}x\\y\end{pmatrix}}}. Тогда можно показать эквивалентность между двумя соотношениями квантовой плоскости {\displaystyle y'x'=qx'y'{\text{ и }}y''x''=qx''y''}и шестью соотношениями {\displaystyle ba=qab,{\text{ }}ca=qac,{\text{ }}bc=cb,}{\displaystyle db=qbd,{\text{ }}dc=qcd,{\text{ }}ad-da=(q^{-1}-q)bc}. Определим алгебру {\displaystyle M_{q}(2)} как фактор-алгебру свободной алгебры {\displaystyle \mathbb {K} \{a,b,c,d\}}по двустороннему идеалу {\displaystyle J_{q}}, порождённому шестью соотношениями выше. Построенная алгебра {\displaystyle M_{q}(2)} является q-аналогом алгебры {\displaystyle M(2)}.